# تشیبیندا
تشیبیندا (به لاتین: Tshibinda) یک کوه و آتشفشان در جمهوری دموکراتیک کنگو است که در جمهوری دموکراتیک کنگو واقع شده‌است. تشیبیندا ۱٬۴۶۰ متر بالاتر از سطح دریا واقع شده‌است.